# 护安宫
和安宫（英語：Ho Ann Kiong Temple）是马来西亚登嘉楼州瓜拉登嘉楼登嘉楼唐人坡的一座道观。它是当地最古老的道教宫观。

## 历史
护安宫建立于1801年，是当地华人移民族群为履行宗教义务而建造的。随着当地另一座道观天后宫的建立，护安宫的信徒逐渐减少，建筑也年久失修。1915年，登嘉楼唐人坡爆发了一场致命性流行病，全镇一半人口因为感染流行病而去世。由于当时的医疗技术有限，人们回到护安宫祈祷平安和健康，请求神灵宽恕和帮助他们治疗流行病。信徒以修缮道观作为给神灵帮助治疗流行病的酬劳。镇上的居民在修复道观之后，流行病奇迹般地消失了。
2010年春节后的一周，一场大火烧毁护安宫的一半建筑物。在吸取了老一代人的教训后，新一代人立即筹集了一笔资金来修缮受损的护安宫。2012年，护安宫全面恢复，花费总成本约130万令吉。